# Guatiza
Guatiza is een plaats op het Spaanse eiland Lanzarote. De plaats, die hoort bij de gemeente Teguise, heeft 843 inwoners (2009).
Aan de noordoostelijke rand van het dorp bevindt zich de Jardin de Cactus, een botanische tuin die jaarlijks vele toeristen trekt.

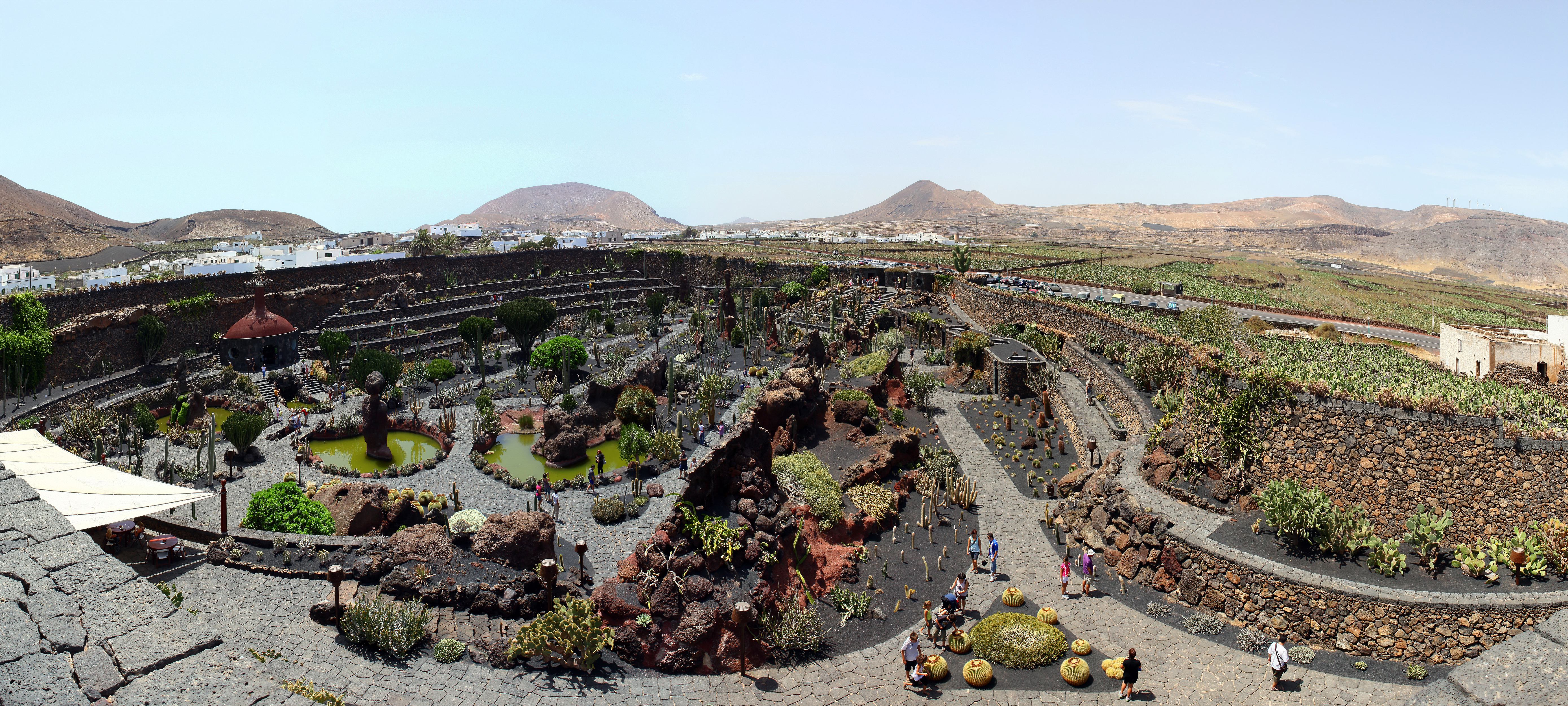
Jardín de Cactus